# Ce soir je dors chez toi
Pour plus de détails, voir Fiche technique et Distribution.
Ce soir je dors chez toi est un film français réalisé par Olivier Baroux, sorti en 2007. Le scénario s'inspire de la bande dessinée Monsieur Jean signée Dupuy-Berberian.

## Synopsis
Alex, écrivain, est avec Lætitia depuis un an. Chacun vit chez lui, mais Lætitia souhaiterait qu'ils emménagent ensemble. Alex, qui s'est plus fait larguer que le recordman de parachutisme, et pour qui la vie en couple est le début de la fin, va chercher par tous les moyens à garder son indépendance. Pour l'aider il peut compter sur Jacques, son éditeur et meilleur ami, parisien-dépendant, qui attend le deuxième livre d'Alex depuis plus d'un an, ainsi que sur Eugène, le fils de Jacques.

## Fiche technique
- Réalisation : Olivier Baroux
- Scénario : Olivier Baroux, Jean-Paul Bathany et Michel Delgado
- Musique originale : Martin Rappeneau
- Musique : Jean Sébastien Bach, Adagio (BWV 974)
- Producteur : Grégory Barrey et Patrick Batteux
- Photo : Arnaud Stefani
- Montage : Richard Marizy
- Durée : 84 minutes
- Pays :  France
- Langue : français
- Date de sortie :
  -  Belgique et  France : 21 novembre 2007

## Distribution
- Jean-Paul Rouve : Alex, écrivain
- Mélanie Doutey : Lætitia Cosso, amoureuse d'Alex
- Kad Merad : Jacques, éditeur d'Alex
- Philippe Lefebvre : Pierre-Yves « Monsieur gourmette », collègue de Lætitia
- Alain Doutey : le père de Lætitia
- Arièle Semenoff : la mère de Lætitia
- Sabine Crossen : Marie
- Sarah Stern : Clem, amie d'Alex
- Audrey Dana : Manureva
- Jean-Louis Barcelona : un serveur du restaurant à Ouistreham
- James Gerard : Mike Forrester
- Tania Bruna-Rosso : L'assistante photo
- Frédéric Proust : le médecin de l'hôpital de Ouistreham
- Hélène Patarot : Madame Tanaka
- Fanny Deblock : Chantal
- Valéry Schatz : la standardiste de New-York
- Chantal Trichet : la concierge de l'immeuble où habite Alex
- Flavien Tassart : un serveur du restaurant à Ouistreham
- Monique Couturier : la vieille dame de la librairie
- Olivia Gotanègre : l'hôtesse de l'air

## Production

### Tournage
Le film a été tourné dans les départements de
- Paris
  - 17e arrondissement de Paris
  - 20e arrondissement de Paris
- Seine-Saint-Denis
  - Montreuil
- Hauts-de-Seine
  - Issy-les-Moulineaux (Crayères des Montquartiers)
  - Rueil-Malmaison
- Yvelines
  - Courgent
  - Orgeval (Restaurant le Moulin d'Orgeval)
- Calvados
  - Benerville-sur-Mer
- Val-de-Marne
  - Charenton-le-Pont
- Seine-et-Marne
  - Doue
- Vaucluse
  - Joucas
  - Gordes
  - Roussillon

## Distinctions
Prix de la meilleure actrice pour Mélanie Doutey, prix du public et prix du jury des jeunes au Festival international des jeunes réalisateurs de Saint-Jean-de-Luz

## Autour du film
Dans le film, les parents de Laëtitia sont interprétés par Alain Doutey et Arièle Semenoff qui sont, à la ville, les vrais parents de Mélanie Doutey.